# 화정초등학교 (전남)
화정초등학교는 대한민국 전라남도 여수시 화정면 개도리에 있는 공립 초등학교이다.

## 학교 연혁
- 1932년 4월 14일 화정공립보통학교 개교(설립인가 3월 16일)
- 1938년 4월 1일 화정공립심상소학교로 개칭
- 1941년 4월 1일 화정공립국민학교로 개칭
- 1946년 2월 28일 제도분교장 인가
- 1950년 3월 24일 월호국민학교 인가
- 1966년 11월 8일 자봉분교장 인가
- 1967년 3월 1일 자봉분교장 개교
- 1969년 3월 1일 제도국민학교 분리
- 1984년 3월 1일 병설유치원 개원
- 1995년 3월 1일 제도분교장 통폐합
- 1996년 3월 1일 화정초등학교로 개칭
- 2000년 3월 1일 화정초등학교·개도중학교 통합
- 2001년 3월 1일 자봉분교장 통폐합
- 2022.03.01. 제40대 김병무 교장 부임
- 2023.01.10. 제88회 졸업(남5명,여4명)(총 졸업생 4,031명)

## 참고 자료
- 화정초등학교 - 한국교육학술정보원 학교알리미